# Víctor Paulino Campos Pérez
Víctor Paulino Campos Pérez es un político peruano. 
Luego del gobierno militar fue elegido  diputado por Junín en las elecciones de 1980 durante el segundo gobierno de Fernando Belaúnde por el partido Acción Popular.